# رباط ظهیرآباد
رباط ظهیرآباد مربوط به دوره صفوی است و در شهرستان مه‌ولات، بخش شادمهر، روستای ظهيرآباد واقع شده و این اثر در تاریخ ۱۰ دی ۱۳۸۱ با شمارهٔ ثبت ۶۷۳۶ به‌عنوان یکی از آثار ملی ایران به ثبت رسیده است.